# Humidicutis peleae
Humidicutis peleae är en svampart som beskrevs av Desjardin & Hemmes 1997. Humidicutis peleae ingår i släktet Humidicutis och familjen Hygrophoraceae.   Inga underarter finns listade i Catalogue of Life.